# Mitsubishi J4M
Il Mitsubishi J4M Senden (閃電? fulmine splendente, nome in codice alleato Luke) era un caccia intercettore monomotore ad ala bassa, ed elica spingente, sviluppato dall'azienda aeronautica giapponese Mitsubishi Jūkōgyō KK nei primi anni quaranta ma rimasto allo stadio progettuale.

## Storia del progetto
Alla fine del 1942 la Marina imperiale giapponese emise la specifica 17-Shi Otsu (17-Shi B) relativa ad un caccia intercettore ad alta velocità adatto ad operare da base a terra invitando le aziende nazionali fornitrici della marina a fornire dei progetti per la valutazione. All'appello risposero la Kawanishi Kōkūki e la Mitsubishi Jūkōgyō, la prima con un progetto dall'impostazione convenzionale, il Kawanishi J3K, la seconda con un progetto dall'impostazione innovativa, il J4M Senden, che solo in seguito verrà affiancato da una seconda proposta, convenzionale, il Mitsubishi A7M3, variante terrestre del caccia imbarcato che avrebbe dovuto sostituire il Mitsubishi A6M "Zero".
Il progetto iniziale, identificato dall'azienda come M-70A, era relativo ad un velivolo ad ala bassa che abbinava una fusoliera centrale, che integrava anteriormente la cabina di pilotaggio monoposto e l'armamento offensivo e posteriormente un grande motore radiale in configurazione spingente (a seconda delle fonti un Mitsubishi Ha-43 o un Mitsubishi MK9D) che azionava un'elica quadripala, abbinato ad una doppia trave di coda.
Il programma di sviluppo proseguì piuttosto lentamente e solo in seguito venne messo in competizione con la successiva e più stringente specifica 18-Shi che darà origine al Kyūshū J7W, il quale considerato più promettente dai vertici della marina imperiale gli venne preferito decretando l'abbandono dello sviluppo del J4M senza che ne fosse stato costruito nemmeno un prototipo.

## Utilizzatori
Giappone
- Dai-Nippon Teikoku Kaigun Kōkū Hombu (previsto)